# انبعاث الإلكترونات الميداني
انبعاث الإلكترونات الميداني هي عملية انبعاث إلكترونات ناتجة عن مجال إلكتروستاتيكي. ومثاله الانبعاث الميداني من سطح صلب إلى الفراغ. ويجوز أن يحدث الانبعاث الميداني من الأسطح الصلبة أو السائلة، أو إلى فراغ، أو سائل، أو أي عازل غير موصل أو ضعيف التوصيل.